# Vrchařská soutěž na Giru d'Italia
Modrý trikot je na Giro d'Italia udílen lídrovi vrchařské soutěže.

## Vítězové vrchařské soutěže na Giro d'Italia
Modrý trikot – vrchařská soutěž
| Rok       | Stát               | Cyklista                 | Sponzor/Tým               | Body |
| --------- | ------------------ | ------------------------ | ------------------------- | ---- |
| 1933      | Itálie             | Alfredo Binda            | Legnano                   | ?    |
| 1934      | Itálie             | Remo Bertoni             | Legnano                   | 31   |
| 1935      | Itálie             | Gino Bartali             | Fréjus                    | 44   |
| 1936      | Itálie             | Gino Bartali             | Legnano                   | 38.5 |
| 1937      | Itálie             | Gino Bartali             | Legnano                   | 37   |
| 1938      | Itálie             | Giovanni Valetti         | Frejus                    | 29   |
| 1939      | Itálie             | Gino Bartali             | Legnano                   | 22   |
| 1940      | Itálie             | Gino Bartali             | Legnano                   | 25   |
| 1941-1945 |                    | Nebylo uděleno           |                           |      |
| 1946      | Itálie             | Gino Bartali             | Legnano                   | 27   |
| 1947      | Itálie             | Gino Bartali             | Legnano                   | 24   |
| 1948      | Itálie             | Fausto Coppi             | Bianchi                   | 25   |
| 1949      | Itálie             | Fausto Coppi             | Bianchi                   | 46   |
| 1950      | Švýcarsko          | Hugo Koblet              | Guerra–Svizzera           | 43   |
| 1951      | Francie            | Louison Bobet            | Bottecchia                | 29   |
| 1952      | Francie            | Raphaël Géminiani        | Bianchi                   | 31   |
| 1953      | Itálie             | Pasquale Fornara         | Cilo                      | 33   |
| 1954      | Itálie             | Fausto Coppi             | Bianchi                   | 6    |
| 1955      | Itálie             | Gastone Nencini          | Leo-Chlorodont            | 7    |
| 1956      | Lucembursko        | Charly Gaul              | Faema                     | 20   |
| 1956      | Španělsko          | Federico Bahamontes      | Girardengo                | 30   |
| 1957      | Francie            | Raphaël Géminiani        | Saint Raphaël             | 56   |
| 1958      | Belgie             | Jean Brankart            | Saint Raphaël             | 56   |
| 1959      | Lucembursko        | Charly Gaul              | Emi                       | 560  |
| 1960      | Belgie             | Rik Van Looy             | Faema                     | 250  |
| 1961      | Itálie             | Vito Taccone             | Atala                     | 270  |
| 1962      | Španělsko          | Angelino Soler           | Ghigi                     | 260  |
| 1963      | Itálie             | Vito Taccone             | Lygie                     | 520  |
| 1964      | Itálie             | Franco Bitossi           | Spring Oil                | 200  |
| 1965      | Itálie             | Franco Bitossi           | Filotex                   | 250  |
| 1966      | Itálie             | Franco Bitossi           | Filotex                   | 490  |
| 1967      | Španělsko          | Aurelio González         | KAS-Kaskol                | 460  |
| 1968      | Belgie             | Eddy Merckx              | Faema                     | 340  |
| 1969      | Itálie             | Claudio Michelotto       | Max Meyer                 | 330  |
| 1970      | Belgie             | Martin Van Den Bossche   | Molteni                   | 460  |
| 1971      | Španělsko          | José Manuel Fuente       | KAS                       | 360  |
| 1972      | Španělsko          | José Manuel Fuente       | KAS                       | 490  |
| 1973      | Španělsko          | José Manuel Fuente       | KAS                       | 550  |
| 1974      | Španělsko          | José Manuel Fuente       | KAS                       | 510  |
| 1975      | Španělsko          | Andrés Oliva             | KAS                       | 300  |
| 1976      | Španělsko          | Andrés Oliva             | KAS                       | 535  |
| 1977      | Španělsko          | Faustino Fernández Ovies | KAS                       | 675  |
| 1978      | Švýcarsko          | Ueli Sutter              | Zonca                     | 830  |
| 1979      | Itálie             | Claudio Bortolotto       | Sanson                    | 495  |
| 1980      | Itálie             | Claudio Bortolotto       | San Giacomo               | 670  |
| 1981      | Itálie             | Claudio Bortolotto       | Santini                   | 510  |
| 1982      | Belgie             | Lucien Van Impe          | Metauromobili             | 860  |
| 1983      | Belgie             | Lucien Van Impe          | Metauromobili             | 70   |
| 1984      | Francie            | Laurent Fignon           | Renault-Elf               | 53   |
| 1985      | Španělsko          | José Luis Navarro        | Zor                       | 54   |
| 1986      | Španělsko          | Pedro Muñoz              | Fagor                     | 54   |
| 1987      | Spojené království | Philippa York            | Panasonic–Isostar         | 97   |
| 1988      | USA                | Andrew Hampsten          | 7–Eleven Hoonved          | 59   |
| 1989      | Kolumbie           | Luis Herrera             | Café de Colombia          | 70   |
| 1990      | Itálie             | Claudio Chiappucci       | Carrera Jeans–Vagabond    | 74   |
| 1991      | Španělsko          | Iñaki Gastón             | CLAS-Cajastur             | 75   |
| 1992      | Itálie             | Claudio Chiappucci       | Carrera Jeans–Vagabond    | 76   |
| 1993      | Itálie             | Claudio Chiappucci       | Carrera Jeans–Tassoni     | 42   |
| 1994      | Švýcarsko          | Pascal Richard           | GB–MG Maglificio          | 78   |
| 1995      | Itálie             | Mariano Piccoli          | Brescialat                | 75   |
| 1996      | Itálie             | Mariano Piccoli          | Brescialat                | 69   |
| 1997      | Kolumbie           | Chepe González           | Kelme–Costa Blanca        | 99   |
| 1998      | Itálie             | Marco Pantani            | Mercatone Uno–Bianchi     | 89   |
| 1999      | Kolumbie           | Chepe González           | Kelme–Costa Blanca        | 61   |
| 2000      | Itálie             | Francesco Casagrande     | Vini Caldirola–Sidermec   | 71   |
| 2001      | Kolumbie           | Fredy González           | Selle Italia–Pacific      | 73   |
| 2002      | Mexiko             | Julio Alberto Pérez      | Colombia–Selle Italia     | 69   |
| 2003      | Kolumbie           | Fredy González           | Colombia–Selle Italia     | 100  |
| 2004      | Německo            | Fabian Wegmann           | Gerolsteiner              | 56   |
| 2005      | Venezuela          | José Rujano              | Colombia–Selle Italia     | 143  |
| 2006      | Španělsko          | Juan Manuel Gárate       | Deceuninck–Quick-Step     | 64   |
| 2007      | Itálie             | Leonardo Piepoli         | Saunier Duval–Prodir      | 79   |
| 2008      | Itálie             | Emanuele Sella           | Bardiani–CSF–Faizanè      | 136  |
| 2009      | Itálie             | Stefano Garzelli         | Acqua & Sapone            | 61   |
| 2010      | Austrálie          | Matthew Lloyd            | Omega Pharma–Lotto        | 56   |
| 2011      | Itálie             | Stefano Garzelli         | Acqua & Sapone            | 67   |
| 2012      | Itálie             | Matteo Rabottini         | Farnese Vini–Selle Italia | 84   |
| 2013      | Itálie             | Stefano Pirazzi          | Bardiani Valvole–CSF Inox | 82   |
| 2014      | Kolumbie           | Julián Arredondo         | Trek Factory Racing       | 173  |
| 2015      | Itálie             | Giovanni Visconti        | Movistar Team             | 125  |
| 2016      | Španělsko          | Mikel Nieve              | Team Sky                  | 152  |
| 2017      | Španělsko          | Mikel Landa              | Team Sky                  | 224  |
| 2018      | Spojené království | Chris Froome             | Team Sky                  | 125  |
| 2019      | Itálie             | Giulio Ciccone           | Trek–Segafredo            | 267  |
| 2020      | Portugalsko        | Ruben Guerreiro          | EF Pro Cycling            | 234  |
| 2021      | Francie            | Geoffrey Bouchard        | AG2R Citroën Team         | 184  |
| 2022      | Nizozemsko         | Koen Bouwman             | Team Jumbo–Visma          | 294  |
| 2023      | Francie            | Thibaut Pinot            | Groupama–FDJ              | 237  |
| 2024      | Slovinsko          | Tadej Pogačar            | UAE Team Emirates         | 270  |
| 2025      | Itálie             | Lorenzo Fortunato        | XDS Astana Team           | 355  |

### Vícenásobní vítězové vrchařské soutěže na Giro d'Italia
| Cyklista                 | Celkem | Roky                                     |
| Gino Bartali (ITA)       | 7      | 1935, 1936, 1937, 1939, 1940, 1946, 1947 |
| José Manuel Fuente (ESP) | 4      | 1971, 1972, 1973, 1974                   |
| Fausto Coppi (ITA)       | 3      | 1948, 1949, 1954                         |
| Franco Bitossi (ITA)     | 3      | 1964, 1965, 1966                         |
| Claudio Bortolotto (ITA) | 3      | 1979, 1980, 1981                         |
| Claudio Chiappucci (ITA) | 3      | 1990, 1992, 1993                         |
| Raphaël Géminiani (FRA)  | 2      | 1952, 1957                               |
| Charly Gaul (LUX)        | 2      | 1956, 1959                               |
| Vito Taccone (ITA)       | 2      | 1961, 1963                               |
| Andrés Oliva (ESP)       | 2      | 1975, 1976                               |
| Lucien Van Impe (BEL)    | 2      | 1982, 1983                               |
| Mariano Piccoli (ITA)    | 2      | 1995, 1996                               |
| Chepe González (COL)     | 2      | 1997, 1999                               |
| Fredy González (COL)     | 2      | 2001, 2003                               |
| Stefano Garzelli (ITA)   | 2      | 2009, 2011                               |